# Francisco Sánchez (zapaśnik)
Francisco Javier Sánchez Parra (ur. 30 czerwca 1979) – hiszpański zapaśnik walczący w stylu wolnym. Olimpijczyk z Pekinu 2008, gdzie zajął trzynaste miejsce w kategorii 55 kg. Dziewiąty na mistrzostwach świata w 2007. Brązowy medalista mistrzostw Europy w 2008. Mistrz igrzysk śródziemnomorskich w 2005 roku.
Brat Moisésa Sáncheza, zapaśnika i olimpijczyka z Aten 2004.
- Turniej w Pekinie 2008

Przegrał z Kimem Hyo-seopem z Korei Południowej i odpadł z turnieju.